# Civil War (EP Guns N’ Roses)
Civil War – trzeci minialbum grupy Guns N’ Roses. Został wydany 24 maja 1993. Nazwa pochodzi od utworu o tym samym tytule.

## Lista utworów
Wersja brytyjska (GFSTD 43)
1. „Civil War”
2. „Garden of Eden”
3. „Dead Horse”
4. „Exclusive Interview with Slash”

Wersja niemiecka (GED 21810)
1. „Civil War”
2. „Garden of Eden”
3. „Exclusive Interview with Slash”

Wersja japońska (GEFDM-21794)
1. „Civil War”
2. „Don't Damn Me”
3. „Back Off Bitch”
4. „Exclusive Interview with Slash”

## Twórcy
- Axl Rose – wokal prowadzący
- Slash – gitara prowadząca
- Izzy Stradlin – gitara rytmiczna, wokal wspierający
- Duff McKagan – gitara basowa, wokal wspierający
- Matt Sorum – perkusja
- Dizzy Reed – instrumenty klawiszowe
- Steven Adler – perkusja w „Civil War”